# Banjararum (Kalibawang)
Banjararum is een bestuurslaag in het regentschap Kulon Progo van de provincie Jogjakarta, Indonesië. Banjararum telt 8346 inwoners (volkstelling 2010).